# Vincent Letting
Vincent Letting (* 16. Juni 1993) ist ein ehemaliger kenianischer Mittelstreckenläufer, der sich auf den 1500-Meter-Lauf spezialisiert hat.

## Sportliche Laufbahn
Einzige Erfahrungen bei internationalen Meisterschaften sammelte Vincent Letting im Jahr 2016, als er bei den Afrikameisterschaften in Durban in 3:40,78 min die Bronzemedaille hinter dem Marokkaner Fouad el-Kaam und seinem Landsmann Timothy Cheruiyot gewann. 2023 beendete er seine aktive sportliche Karriere im Alter von 30 Jahren.
2016 wurde Letting kenianischer Meister im 1500-Meter-Lauf.

## Persönliche Bestzeiten
- 1500 Meter: 3:35,12 min, 16. Juli 2016 in Heusden-Zolder
- Meile: 3:57,44 min, 11. Juli 2014 in Dublin